# FS Lan Party
A FS Lan Party é um evento informático realizado no concelho de Loures. Este evento vai já na sua terceira edição é organizado pela Faça Sucesso - Informática. A LAN Party inserida no evento conta também com vários torneios de jogos e prémios bastante aliciantes.
A última edição da FS Lan Party  realizou-se nos dias 14 e 15 de Abril de 2007 na sede da Malhapão em Loures.
A próxima edição decorrer a 14/15/16 de Setembro no Pavilhão dos Bombeiros Voluntários de Caneças.